# Striatestea poutama
Striatestea poutama is een slakkensoort uit de familie van de Rissoidae. De wetenschappelijke naam van de soort is voor het eerst geldig gepubliceerd in 1967 door Ponder.